# Зерова Марина Дмитрівна
Мари́на Дми́трівна Зе́рова (нар. 29 грудня 1934, Київ — 9 березня 2021, Київ) — українська вчена у галузі ентомології, фахівець з їздців, професор (1989), доктор біологічних наук (1980), заслужений діяч науки і техніки України (2003), лауреатка премії ім. Д. К. Заболотного АН УРСР (1981).
Описала близько 300 нових для науки видів їздців з різних частин світу.
Дочка відомих українських вчених, ботаніка Дмитра Зерова та міколога Марії Зерової. Племінниця відомих українських культурних діячів, поетів і літературознавців, Миколи Зерова та Михайла Зерова.

## Життєпис
У 1957 році закінчила з відзнакою кафедру зоології безхребетних біологічного факультету Київського університету, де спеціалізувалася на ентомології під керівництвом О. П. Кришталя. До 1963 року працювала в Зоологічному музеї Київського університету, після чого вступила до аспірантури Інституту зоології НАН України. У 1966 році захистила кандидатську дисертацію на тему «Ізозоми (Chalcidoidea, Eurytomidae, Harmolitinae) України (систематика, екологія, господарське значення)» (науковий керівник Синицький Микола Миколайович, консультант Нікольська Марія Миколаївна). Підготувала низку публікацій по систематиці їздців цієї групи, зокрема монографії в серіях «Фауна України» та «Фауна СССР». 1979 року захистила докторську дисертацію на тему «Хальциди-еврітоміди (Hymenoptera, Chalcidoidea): морфо-біологічні особливості, еволюція та класифікація». У 1981 році за ініціативою М. Д. Зерової було створено лабораторію систематики ентомофагів та екологічних основ біометоду Інституту зоології НАН України, яку 1986 перетворено на окремий відділ, яким вона керувала з моменту створення до 2011 року. М. Д. Зеровою було засновано вітчизняну школу вивчення паразитичних перетинчастокрилих. За час існування відділу в ньому підготовлено 3 доктори і 14 кандидатів біологічних наук.

## Деякі публікації
- Зерова М. Д. 1976. Фауна СССР[ru]. Перепончатокрылые. Том 7. Вып. 6. Хальциды сем. Eurytomidae, подсемейства Rileyinae и Harmolitinae. Москва: Наука. 230 с.
- Зерова М. Д. 1978. Фауна України. Том 11. Паразитичні перетинчастокрилі. Вип. 9. Хальциди-евритоміди. Київ: Наукова думка. 460 с.
- Зерова М. Д., Дьякончук Л. А., Ермоленко В. М. 1988. Насекомые-галлообразователи культурных и дикорастущих растений европейской части СССР: Перепончатокрылые. Киев: Наукова думка. 160 с.
- Зерова М. Д. 1989. Каталог видов рода Trichogramma (Нуmеnорtеrа, Тгісhogrammatіdае) мировой фауны. Киев. 51 с.
- Зерова М. Д., Толканиц В. И., Котенко А. Г. и др. 1991. Энтомофаги вредителей яблони юго-запада СССР. Киев: Наукова думка. 276 с.
- Зерова М. Д., Мамонтова В. А., Ермоленко В. М. и др. 1991. Насекомые-галообразователи культурных и дикорастущих растений европейской части СССР: Равнокрылые, чешуекрылые, жесткокрылые, полужесткокрылые. Киев: Наукова думка. 343 с.
- Зерова М. Д. 1994. Хальциды-семееды Палеарктики. Киев: Наукова думка. 235 с.
- Зерова М. Д. 1995. Паразитические перепончатокрылые Эвритомины и Эвдекатомины Палеарктики. Киев: Наукова думка. 456 с.
- Зерова М. Д., Серегина Л. Я. 1998. Хальцидоидные наездники (Hymenoptera, Chalcidoidea) — ормириды (Ormyridae) и торимиды (Torymidae, Megastigminae) фауны Украины. Вестник зоологии. Отдельный выпуск 7. 65 с.
- Зерова М. Д., Серегина Л. Я. 1999. Хальцидоидные наездники (Hymenoptera, Chalcidoidea) торимиды (Torymidae), трибы Podagrionini и Monodontomerini фауны Украины. Вестник зоологии. Отдельный выпуск 13. 130 с.
- Зерова М. Д., Серегина Л. Я., Стеценко И. Т. 2003. Хальцидоидные наездники (Hymenoptera, Chalcidoidea) — торимиды (Torymidae) трибы Torymini фауны Украины. Вестник зоологии. Отдельный выпуск № 17. 104 с.
- Зерова М. Д., Ромасенко Л. П., Серьогіна Л. Я., Вервес Ю. Г. 2006. Комахи — природні вороги поодиноких бджолиних фауни України. Київ: Інститут зоології НАН України. 236 с.
- Зерова М. Д., Толканиц В. И., Котенко А. Г., Серегина Л. Я., Дьякончук Л. А., Мелика Ж. Г., Гумовский А. В., Фурсов В. Н., Симутник С. А., Нарольский Н. Б., Стеценко И. Т. 2006. Типы ихневмоноидных, цинипоидных и хальцидоидных наездников (Hymenoptera, Apocrita), хранящиеся в коллекции Института зоологии им. И. И. Шмальгаузена Национальной Академии наук Украины. Вестник зоологии. Отдельный выпуск 20. 136 с.
- Зерова М. Д., Микитенко Г. Н., Нарольский Н. Б., Гершензон З. С., Свиридов С. В., Лукаш О. В., Бабидорич М. М. 2007. Каштановая минирующая моль в Украине. Киев. 87 с.
- Зерова М. Д., Котенко А. Г., Толканиц В. И., Никитенко Г. Н., Гумовский А. В., Свиридов С. В., Симутник С. А., Фаринец С. И., Федоренко В. П. 2010. Атлас европейских насекомых-энтомофагов. Київ: Колобіг. 155 с.
- Зерова М. Д. 2010. Палеарктические виды рода Eurytoma (Hymenoptera, Chalcidoidea, Eurytomidae): морфобиологический анализ, трофические связи, таблица для определения. Вестник зоологии. Отдельный выпуск 24. 204 с.
- Зерова М. Д., Серегина Л. Я. 2015. Ормириды (Hymenoptera, Chalcidoidea, Ormyridae) Палеарктики. Вестник зоологии. Отдельный выпуск 32. 116 с.
- Зерова М. Д., Серьогіна Л. Я. 2016. Фауна України. Том 11. Паразитичні перетинчастокрилі. Вип. 8. Хальциди-ториміди. Триба ториміні (Chalcidoidea, Torymidae, Toryminae, Torymini). Київ: Наукова думка. 200 с.

## Описані таксони
Всі описані таксони є їздцями надродини Chalcidoidea, наведені згідно «Universal Chalcidoidea Database» (станом на 2019), перелік може бути не повний і родова приналежність частини видів може бути спірною.

### Роди
- Parabruchophagus  Zerova, 1992 (Eurytomidae)
- Tetramesella  Zerova, 1974 (Eurytomidae)
- Elatomorpha  Zerova, 1970 (Perilampidae)

## Таксони названі на честь М.Д.Зерової
- Zerovella  Narendran and Sheela, 1994 (рід)
- Aprostocetus zerovae (Kostjukov et Fursov, 1987)
- Eocencyrtus zerovae Simutnik, 2001
- Entedon zerovae Gumovsky, 1995
- Eurytoma zerovai Ozdikmen, 2011
- Idiomacromerus zerovaae Doganlar, 2016
- Neruandella zerovae (Trjapitzin et Ruiz Cancino, 2001)
- Tetramesa zerovae Narendran, 1994
- Ceutorhynchus zerovae Legalov, Nazarenko, Vasilenko & Perkovsky, 2021